# Ljudevit Gaj
Ljudevit Gaj (nascido Ludwig Gay;   em húngaro: Gáj Lajos; 8 de agosto de 1809 – 20 de abril de 1872) foi um linguista, político, jornalista e escritor croata. Ele foi uma das figuras centrais do movimento pan-eslavo ilírio.

## Biografia

### Origem
Ele nasceu em Krapina (então no Condado de Varaždin, Reino da Croácia, Império Austríaco) em 8 de agosto de 1809.  Seu pai Johann Gay era um imigrante alemão do Reino da Hungria, e sua mãe era Juliana (née Schmidt), filha de um imigrante alemão que chegou na década de 1770.  
Os Gajs eram originalmente de origem huguenote da Borgonha. Eles chegaram ao Reino da Hungria em Batizfalva (hoje Batizovce, Eslováquia) no século XVI ou XVII. Daí eles se tornaram servos das famílias Mariassy de Markusfalva e Batizfalva no século XVIII. Como havia muitos alemães étnicos naquela área, os Gajs logo foram germanizados. O pai de Ljudevit é originário de um ramo que se mudou para a aldeia de Markušovce. 
Ljudevit concluiu o ensino médio em Varaždin, Zagreb e Karlovac, e estudou filosofia em Viena e Graz (graduando-se em 1828) e direito em Budapeste (1829-1831). 

### Ortografia e outros trabalhos

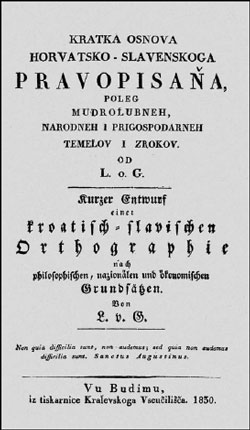
Base concisa para uma ortografia croata-eslava (1830)

Gaj começou a publicar muito cedo; seu livreto de 36 páginas sobre as mansões senhoriais em seu distrito natal, escrito em seu alemão nativo, apareceu já em 1826 como Die Schlösser bei Krapina.  
Em Buda, em 1830, o alfabeto latino de Gaj foi publicado   por meio de "Concise Basis for a Croatian-Slavonic Orthography", que foi o primeiro livro de ortografia croata comum (depois dos trabalhos de Ignjat Đurđević e Pavao Ritter Vitezović). O livro foi impresso bilíngue, em croata e alemão. Os croatas usavam o alfabeto latino, mas alguns dos sons específicos não eram representados uniformemente. Gaj seguiu o exemplo de Pavao Ritter Vitezović e da ortografia tcheca, usando uma letra do alfabeto latino para cada som da língua. Ele usou sinais diacríticos e os dígrafos lj e nj. 
O livro ajudou Gaj a alcançar fama nacional. Em 1834, ele teve sucesso onde quinze anos antes Đuro Matija Šporer havia falhado: ele obteve um acordo do governo real da monarquia dos Habsburgos para publicar um jornal diário croata. Desde então, ele ficou conhecido como um líder intelectual. Em 6 de janeiro de 1835, Novine Horvatske ("Notícias Croatas") apareceu, e em 10 de janeiro o suplemento literário Danicza horvatzka, slavonzka y dalmatinzka ("A estrela do dia croata, eslavo e dálmata"). As "Novine Horvatske" foram impressas em dialeto Kajkavian até o final daquele ano, enquanto "Danic[z]a" foi impressa em dialeto Shtokavian junto com Kajkavian. 
No início de 1836, os nomes das publicações foram alterados para Ilirske narodne novine ("Notícias do Povo Ilírio") e Danica ilirska ("Estrela da Manhã Ilíria"), respectivamente. Isso ocorreu porque os historiadores da época levantaram a hipótese de que os ilírios eram eslavos e eram os antepassados diretos dos atuais eslavos do sul. 
Além de seu trabalho intelectual, Gaj também era poeta. Seu poema mais popular foi "Još Hrvatska ni propala" ("A Croácia ainda não está em ruínas"), escrito em 1833. 

### Morte
Gaj morreu em Zagreb, Reino da Croácia-Eslavônia, Áustria-Hungria, em 1872, aos 62 anos. Ele está enterrado no Cemitério Mirogoj. 

## Legado linguístico

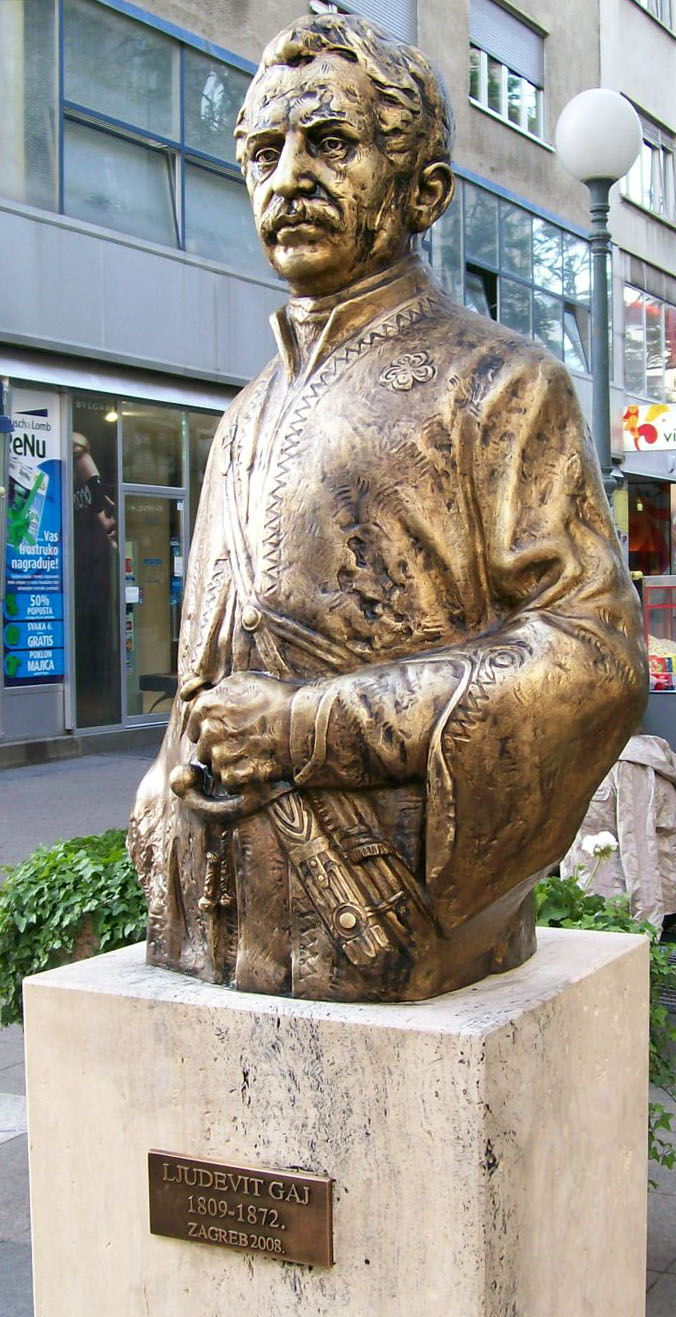
Estátua em Zagreb

O alfabeto latino usado na língua servo-croata é creditado a Kratka osnova Hrvatskog pravopisa de Gaj. Gaj seguiu o exemplo de Pavao Ritter Vitezović e da ortografia tcheca, criando uma letra do alfabeto latino para cada som da língua. Após a reforma do cirílico por Vuk Karadžić no início do século XIX, Ljudevit Gaj realizou a mesma operação na escrita latina na década de 1830, usando o sistema tcheco e produzindo uma correlação de símbolos um-para-um entre o cirílico e o latim, conforme aplicado ao sistema paralelo sérvio ou croata.  O alfabeto esloveno, introduzido em meados da década de 1840, também é uma variação do alfabeto latino de Gaj, do qual difere pela ausência das letras ć e đ.

## Vida pessoal
Gaj casou-se com Paulina Krizmanić, de 26 anos, sobrinha de um abade, em 1842 em Marija Bistrica. Eles tiveram cinco filhos: filha Ljuboslava e filhos Velimir, Svetoslav, Milivoje e Bogdan. 

## Legado
Em 2008, um total de 211 ruas na Croácia receberam o nome de Ljudevit Gaj, tornando-o o quarto epônimo mais comum de ruas no país. 